# Funiflaine
Le Funiflaine était un projet de téléphérique qui devait relier la station de sports d'hiver de Flaine à Magland dans la vallée de l'Arve, en Haute-Savoie, en France. La construction et l'exploitation de ce téléphérique devait être pris en charge sur une durée de 25 à 30 ans par un consortium réunissant la Compagnie des Alpes, le Crédit Agricole des Savoie, Poma et ATMB.
Après des études démarrées en 2019 et une concrétisation avec une partie administrative et les travaux entre 2020 et 2023, le téléphérique aurait dû être opérationnel pour 2024 mais le projet est abandonné en mai 2022. 

## Caractéristiques

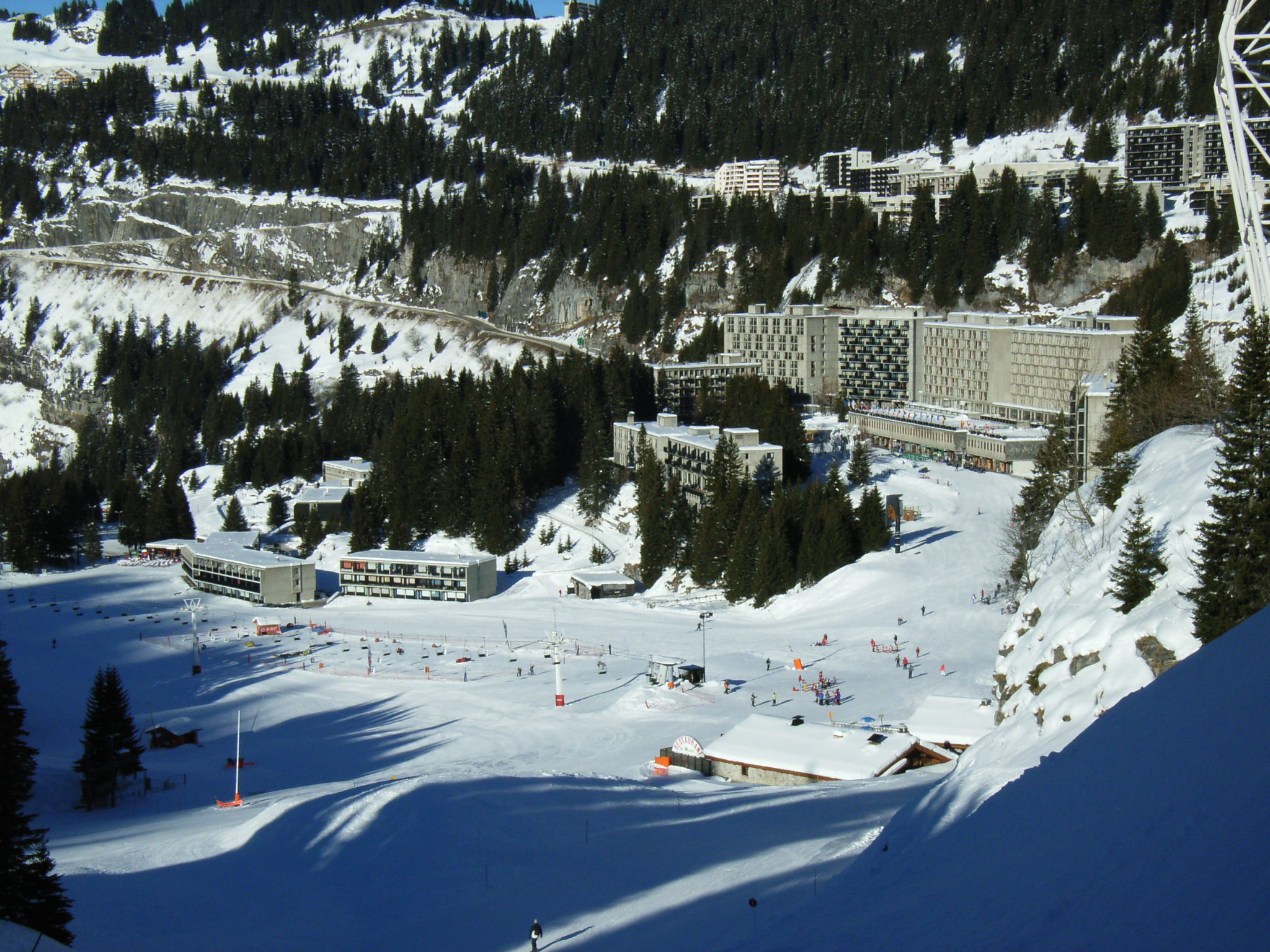
Vue du front de neige de Flaine avec le lieu d'arrivée de la gare terminus sur la gauche (hors cadre) et dominé par le col de Pierre Carrée, lieu de la gare intermédiaire.

Le but du téléphérique est d'offrir une alternative routière entre la vallée de l'Arve et la station de station de sports d'hiver de Flaine sous la forme d'un ascenseur valléen. Actuellement, seule la route départementale 6 puis 106 au départ de Balme à Magland et en passant par Arâches et les Carroz permet de gagner la station en 45 minutes.
L'infrastructure annoncée comporte six pylônes en passant par le col de Pierre Carrée où il est décidé d'y construire une gare intermédiaire permettant une meilleure desserte de ce secteur du domaine skiable avec notamment la présence du domaine de ski de fond et du 27e bataillon de chasseurs alpins. La station de Flaine en elle-même est atteinte en un second tronçon. La gare de départ dans la vallée de l'Arve est au lieu-dit de Bellegarde, à environ 600 mètres de la gare ferroviaire pour privilégier l'intermodalité ; la gare d'arrivée se situe au front de neige, en lieu et place du parking P1 actuel, permettant une desserte directe de la station et une connexion avec le reste du domaine skiable. 
Les contraintes du site fortement urbanisé de la gare de départ et de la topographie fait que la ligne aérienne à haute tension alimentant la station aurait du être partiellement enfouie car située sur le tracé projeté des câbles du téléphérique.
Le téléphérique d'une longueur totale de 5 500 mètres aurait permis de transporter jusqu'à 5 000 personnes par heure pour un dénivelé de près de 1 400 mètres franchi en 19 minutes, soit un gain de temps de vingt-cinq minutes par rapport à la route.

## Critiques

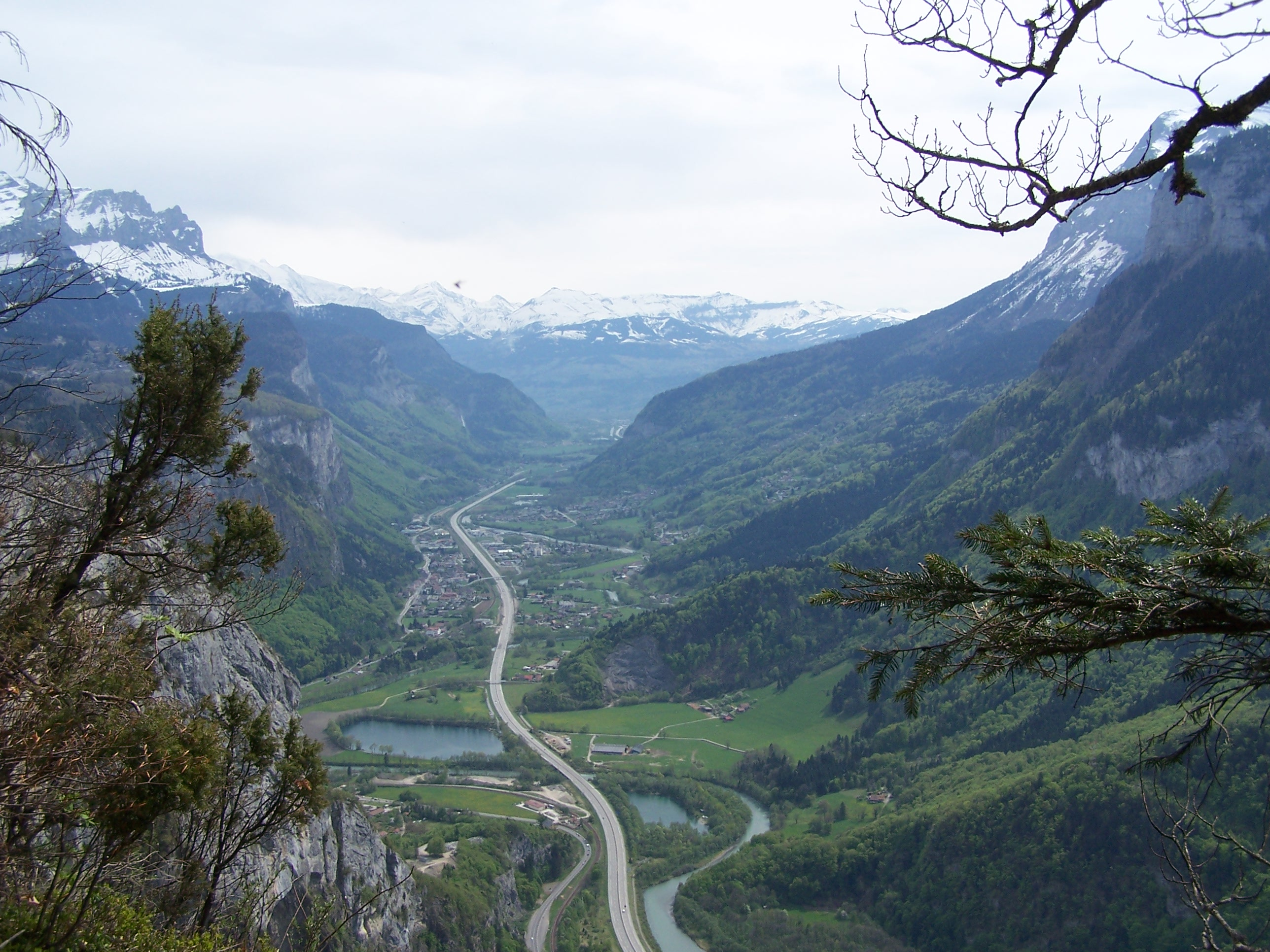
Vue de Magland dans la vallée de l'Arve.

Projet controversé depuis les années 1990, la phase de concertation publique au premier trimestre 2019 fait émerger plusieurs avis critiques quant aux effets de ce téléphérique.
Plusieurs associations de Flaine et des Carroz d'Arâches pointent le fait que ce transport est en réalité une remontée mécanique destinée à accéder seulement aux pistes de ski mais financé comme un transport public. Un risque de bétonisation accru est par ailleurs souligné et au niveau de la gare de départ à Magland, des remarques sont faites quant au possible engorgement routier ainsi que la transformation d'une partie du village en parking. 
L'association environnementale France Nature Environnement déplore que le tracé de ce téléphérique ne desserve pas le village des Carroz. L'association Inspire a quant à elle pointé une infrastructure de transport tournée vers le tout-routier : la raison énoncée pour l’implantation de la gare de départ du Funiflaine à 600 mètres de la gare ferroviaire est qu'il n'était pas possible de créer un parking autour de la gare existante de Magland.
Lors de la concertation publique, 235 avis sont exprimés, dont 156 favorables et 79 opposés ainsi que 64 non tranchés. Une étude d'impact environnemental doit préciser les contours de ce projet pour être soumise à la population lors d'une enquête publique prévue entre 2021 et 2022. Le syndicat mixte Funiflaine annonce le 17 mai 2022 que le projet est en fin de compte définitivement abandonné en raison de l'allongement des délais d'étude et de faisabilité et de la hausse du coût des matières premières faisant augmenter d'au moins 30 % le budget initial,.